# 綿引万里子
綿引 万里子（わたひき まりこ、1955年5月2日 - ）は、日本の裁判官、弁護士。

## 来歴
東京都出身。1978年中央大学法学部卒業。司法研修所教官、東京高等裁判所判事、最高裁判所上席調査官、宇都宮地方裁判所所長、横浜家庭裁判所所長、札幌高等裁判所長官等を経て、2018年から女性初の名古屋高等裁判所長官を務めた。退官後、岡村綜合法律事務所弁護士、東芝取締役、LIXIL取締役を歴任。

## 人物
小さい頃からバレエをやっており、司法試験の受験直前までバレエ教室で指導をしていた。また、チェロを弾くことができる。
夫は裁判官や公証人を務めた綿引穣。母方の祖父は東京大学名誉教授の古畑種基、伯父は東京大学名誉教授で心理学者の古畑和孝である。

## 年譜
- 1962年 日本女子大学附属豊明幼稚園卒業[4]
- 1968年 日本女子大学附属豊明小学校卒業[4]
- 1971年 日本女子大学附属中学校卒業[4]
- 1974年 東京教育大学附属高等学校卒業[5][6]
- 1977年 旧司法試験合格[6]
- 1978年 中央大学法学部卒業(渥美東洋刑事訴訟法ゼミ)[7]、司法修習生32期（東京）
- 1980年4月 東京地方裁判所判事補任官
- 1983年4月 岐阜地方裁判所・岐阜家庭裁判所判事補
- 1986年4月 東京地方裁判所判事補
- 1986年8月 最高裁判所事務総局行政局付
- 1988年8月 東京地方裁判所判事補
- 1989年4月 大阪地方裁判所判事補
- 1990年4月 大阪地方裁判所判事
- 1992年3月 最高裁判所調査官
- 1997年4月 東京地方裁判所判事
- 2001年4月 東京地方裁判所部総括判事（民事第25部）
- 2005年3月 司法研修所教官
- 2006年10月 東京高等裁判所判事
- 2009年3月 最高裁判所上席調査官
- 2012年3月 宇都宮地方裁判所所長
- 2014年7月 横浜家庭裁判所所長
- 2015年6月 東京高等裁判所部総括判事（第4民事部）
- 2016年4月 札幌高等裁判所長官[8][9]
- 2018年9月 名古屋高等裁判所長官[10]
- 2020年5月 定年退官
- 2020年8月 弁護士登録（第一東京弁護士会）[6]、岡村綜合法律事務所入所[11]
- 2021年6月 東芝社外取締役・指名委員会委員・監査委員会委員・報酬委員会委員[11]、LIXIL社外取締役・指名委員会委員・ガバナンス委員会委員[2]
- 2022年6月 東芝の株主総会で社外取締役に再任されたが、外資ファンド2人の取締役選任に反発し辞任[12]、LIXIL社外取締役指名委員会委員兼報酬委員会委員兼ガバナンス委員会委員
- 2023年6月 LIXIL社外取締役報酬委員会委員長兼指名委員会委員兼ガバナンス委員会委員
- 2023年8月 日本大学アメリカンフットボール部薬物事件対応に係る第三者委員会委員長[13]
- 2024年6月 LIXTL社外取締役指名委員会委員長兼報酬委員会委員兼ガバナンス委員会委員(現)

## 担当訴訟

### 東京地裁部総括判事として
- 2001年3月30日、市民運動家への違法取調べに都への損害賠償請求15万円を認める判決を言い渡した。
- 2004年1月27日、職務質問を受けた不法滞在中の中国人が逃走しようとした際に警察官から発砲を受けた事件において、職務質問は適法であったが拳銃発砲は違法であったと認定し、約636万円の損害賠償請求を認める判決を言い渡した[14]。
- 2004年1月27日、住基ネット・プライバシー侵害事件において、プライバシー権を最高裁が認めていないという国側の主張は是認しないとして、国側に主張の一部撤回を求めた。
- 2004年12月24日、俳優の布施博が叩き付けたグラスの破片で顔に大けがを負ったとして劇団員の女性が布施に約3800万円の損害賠償を請求していた事件で、約800万円の損害賠償請求を認める判決を言い渡した[15]。

### 東京高裁部総括判事として
- 2015年9月18日、終戦直後にGHQに接収されて羽田空港として使われた土地の所有権をめぐる訴訟で、所有権が接収前の住民にあると判断した一審判決を変更し、所有権が国にあるとして国側に逆転勝訴判決を言い渡した[16]。
- 2015年12月17日、2015年4月に行われた千葉県議会議員選挙の一票の格差を理由とする選挙無効訴訟について、「公職選挙法に適法で、憲法に違反するともいえない」として請求を棄却した[17]。